# Демпстер, Зак
Закари  ("Зак") Демпстер (англ. Zakkari Dempster; род. 27 сентября 1987, Каслмейн, Виктория) — австралийский профессиональный трековый и шоссейный велогонщик, выступающий за профессиональную континентальную команду Israel Cycling Academy.

## Достижения

### Трек
2004
Молодежные игры Содружества
1-й — Индивидуальная гонка преследования
1-й — Скрэтч
2-й — Гонка по очкам
1-й  - Чемпион Австралии — Командная гонка преследования (юниоры)
3-й - Чемпионат Австралии — Командная гонка преследования
2005
Чемпионат Австралии (юниоры)
1-й  — Индивидуальная гонка преследования
1-й  — Гонка по очкам
2-й — Командная гонка преследования
2-й — Мэдисон
3-й — Чемпионат мира — Командная гонка преследования (юниоры)
2006
2-й - Чемпионат Австралии — Командная гонка преследования
3-й - Чемпионат Океании — Гонка по очкам
2007
Чемпионат Океании
1-й  — Командная гонка преследования
2-й — Скрэтч
2-й — Гонка по очкам
Чемпионат Австралии
1-й  — Скрэтч
1-й  — Командная гонка преследования
2-й — Индивидуальная гонка преследования
3-й — Гонка по очкам
2008
3-й - Чемпионат Австралии — Индивидуальная гонка преследования
2009
1-й  - Чемпион Океании — Командная гонка преследования

### Шоссе
2006
3-й - Чемпионат Океании — Индивидуальная гонка
1-й  - Чемпион Австралии — Групповая гонка U23
2008
1-й - Этап 1 Тур Японии
2011
1-й - Rutland–Melton International CiCLE Classic
2012
1-й - Этап 2 Тур Чехии
2013
6-й - Лондон — Суррей Классик
2014
1-й - Этап 1 Bay Classic Series
2016
6-й - Гран-при кантона Аргау
2017
7-й - Лондон — Суррей Классик
2018
7-й - Нокере Курсе

## Статистика выступлений

### Гранд-туры
| Гонка           | 2013 | 2014 | 2015 | 2016 | 2017 |
| --------------- | ---- | ---- | ---- | ---- | ---- |
| Джиро д'Италия  | —    | —    | —    | —    | —    |
| Тур де Франс    | —    | 151  | НФ   | —    | —    |
| Вуэльта Испании | 133  | —    | —    | —    | —    |

| —  | Не участвовал  |
| НФ | Не финишировал |